# Merete Ellegaard
Merete Ellegaard, född 21 juni 1967 i Malmö Sankt Johannes församling, Malmöhus län, är en svensk dirigent.

## Biografi
Ellegaard studerade oboe och dirigering vid Musikhögskolan i Göteborg 1989-1995 och därefter dirigering vid Kungliga Musikhögskolan 1996-2000. Bland hennes lärare märks Jorma Panula, Anders Eby, Cecilia Rydinger Alin, Jan Yngwe, m.fl. Hon var konstnärlig ledare för S:t Tomas Symfoniorkester i Stockholm från 2000 till 2012 och har som frilansare haft uppdrag i ett stort antal körer och orkestrar i Sverige. Hon är konstnärlig ledare för den stockholmsbaserade ensemblen Compact Music.
Hon var lärare i dirigering vid Dalarö folkhögskola 2000-2004 och föreståndare för musiklinjen där år 2002.
Från 2009 är Merete Ellegaard biträdande director musices vid Linköpings universitet och konstnärlig ledare för Den akademiska damkören Linnea och Linköpings Akademiska Orkester.
Merete Ellegaard är dotter till Mogens Ellegaard och gift med Michael Bartosch.